# ديفيد ماكينا (لاعب كرة قدم)
ديفيد ماكينا (بالإنجليزية: David McKenna)‏ هو لاعب كرة قدم بريطاني في مركز الهجوم، ولد في 19 سبتمبر 1986 في بيزلي في المملكة المتحدة. لعب مع نادي بريتشين سيتي ونادي سانت ميرين ونادي ستيرلينغ ألبيون ونادي كاودينبيث.

## وصلات خارجية
- ديفيد ماكينا (لاعب كرة قدم) على موقع قاعدة بيانات كرة القدم.إي يو (الإنجليزية)
- ديفيد ماكينا (لاعب كرة قدم) على موقع Soccerbase.com (لاعب) (الإنجليزية)